# Amphinemura macrotubifera
Amphinemura macrotubifera är en bäcksländeart som beskrevs av Du och Zhou 2007. Amphinemura macrotubifera ingår i släktet Amphinemura och familjen kryssbäcksländor. Inga underarter finns listade i Catalogue of Life.